# Khaled Shafiei
Khaled Shafiei (in persiano خالد شفیعی‎; Sepidan, 29 marzo 1987) è un ex calciatore iraniano, di ruolo difensore.

## Carriera
Ha giocato nella massima serie iraniana ed in quella bengalese.

## Palmarès

### Club

#### Competizioni nazionali
- Campionato bengalese: 1

Bashundhara Kings: 2021
- Coppa del Bangladesh: 1

Bashundhara Kings: 2021